# Der rosarote Panther (2006)
Der rosarote Panther ist eine US-amerikanische Filmkomödie aus dem Jahr 2006. Es ist der zehnte Spielfilm in der Pink-Panther-Reihe, und davon der zweite, der nicht unter der Regie von Blake Edwards entstand. Inspektor Clouseau wird diesmal von Steve Martin verkörpert.

## Handlung
Der französische Fußballnationaltrainer Yves Gluant wird nach einem Halbfinalspiel gegen die chinesische Nationalmannschaft mit einem chinesischen Giftpfeil getötet. Als man die Leiche nach dem folgenden Tumult untersucht, muss man zudem feststellen, dass der überaus wertvolle und berühmte Diamantring Der rosarote Panther, den Gluant trug, verschwunden ist.
Polizeioberinspektor Dreyfus ordert für den Fall den tollpatschigen und unterbelichteten Provinzpolizisten Clouseau nach Paris. Clouseau wird allerdings nicht wegen seiner Qualifikationen herbeigerufen. Vielmehr plant Dreyfus, die Aufmerksamkeit der Medien auf Clouseau zu lenken, um im Hintergrund den Fall selbst in die Hand nehmen zu können. Nach Clouseaus Versagen möchte er den Medien die Lösung präsentieren, um endlich die „Ehrenmedaille“ zu bekommen. Zuvor wurde er bereits siebenmal für diese Auszeichnung nominiert, hat sie jedoch nie erhalten.
Clouseau zur Seite steht neben der Sekretärin Nicole auch Kollege Ponton, der den Tollpatsch im Auftrag von Dreyfus überwachen soll. Die beiden befragen zunächst die üblichen Verdächtigen. Darunter befinden sich die Popsängerin Xania, die Gluants Geliebte war, sowie Gluants Co-Trainer Yuri und der Fußballspieler Bizu.
Nach diesen ersten Vernehmungen kommt es zu einem weiteren Mord. Bizu wird mit einem gezielten Kopfschuss in der Umkleidekabine getötet.
Clouseaus Ermittlungen führen ihn ins Casino von Larocque. Dort operiert zur selben Zeit ein britischer Geheimagent, dem es gelingt, die berüchtigte Gasmaskenbande zu stellen und zu überwältigen. Da er unerkannt bleiben möchte, lässt er den überraschten Clouseau am Tatort mit seiner Agentenausrüstung zurück. Clouseau nimmt den ihm fälschlicherweise von der Presse zukommenden Ruhm dankend an und wird zum gefeierten Helden Frankreichs. Darüber hinaus wird er ebenfalls für die „Ehrenmedaille“ nominiert.
Als Xania nach New York reist, folgen ihr Clouseau und Ponton. Dafür versucht Clouseau sogar, Englisch sprechen zu lernen, jedoch mit wenig Erfolg. Sie erfahren, dass Xania einen Juwelier aufgesucht hat, angeblich um eine Handtasche aus dem Besitz von Josephine Baker mit Edelsteinen besetzen zu lassen. Zudem stellt Clouseau seine Vorliebe für Hamburger fest.
Vor Antritt der Heimreise nach Paris kommt es am Flughafen zu einem Eklat. Clouseaus Tasche wird auf Anweisung von Dreyfus vertauscht, um ihn bloßzustellen. Bei der Kontrolle seines ausgetauschten Handgepäcks findet das Flughafenpersonal ein Arsenal verschiedener Waffen.
Nachdem die Presse mit einer reißerischen Berichterstattung auf diese Vorfälle reagiert hat und Clouseau in Ungnade gefallen ist, kann Dreyfus seinen Plan in die Tat umsetzen, Clouseau abzusetzen und die Ermittlungen im Mordfall Gluants selbst zu übernehmen. Sein Verdacht fällt sofort auf den chinesischen Geschäftsmann Le Pen, den er bei einer Feier am Abend festnehmen will.
Auf einem Pressefoto seiner Verhaftung am Flughafen kann Clouseau Details erkennen, die ihm die Lösung des Falls vor Augen führen. Zusammen mit Ponton verschafft er sich in einer Verkleidung Zutritt zu dem Gebäude, in dem die abendliche Gala stattfinden soll. Er kann verhindern, dass der Mörder erneut zuschlägt und Xania während ihres Auftritts vom Dach aus erschießt. Just in dem Moment, als er von Dreyfus’ Leuten festgenommen werden soll und dieser Le Pen der anwesenden Presse als Schuldigen präsentieren will, kann Clouseau den wahren Mörder entlarven, nämlich Gluants Co-Trainer Yuri. Dieser wurde von Gluant aus der russischen Militärmannschaft abgeworben, so dass für ihn bislang der „russische Armeeparagraph 6-11“ galt: „Von Armeemitgliedern wird erwartet, dass sie perfekte Schützen sind und genau wissen, wo sich der Occipitallappen befindet.“ Dies befähigte Yuri, den tödlichen Schuss auf Bizu auszuführen. Da er aber inzwischen im Dienste der französischen Nationalmannschaft stand, galt für ihn auch die Regel: „Nach Paragraph 87223 muss sich jeder französische Nationaltrainer mit chinesischen Kräutern auskennen.“ Somit konnte er das tödliche Pfeilgift herstellen, um Gluant zu töten. Da Yuri seinen Mentor Gluant hasste und Bizu, der das wusste, Yuri damit erpresste, ermordete er sowohl Gluant als auch Bizu.
Zudem erklärt Clouseau, dass Xania im Besitz des Rings sei. Gluant hatte ihn Xania kurz vor seiner Ermordung im Stadion zur Verlobung geschenkt. Sie hatte sich nach dem Mord jedoch nicht getraut, den Ring zu präsentieren, um nicht unter Verdacht zu geraten. Da der Mord nun aufgeklärt ist, kann sie ihn als rechtmäßige Besitzerin tragen.
Auf dem Pressefoto hatte Clouseau den Tascheninhalt von Xania auf einem Röntgengerät erkennen können. Zusammen mit dem Hinweis einer verdächtigen Chinesin, die ihm den Tipp mit dem chinesischen Giftpfeil gab, gelang Clouseau die Auflösung. So wird er rehabilitiert. Dreyfus hingegen geht leer aus und fällt, wie schon einige Male zuvor, einer der Tollpatschigkeiten Clouseaus zum Opfer.

## Hintergrund
Der Film sollte ursprünglich schon im Sommer 2005 in die Kinos kommen. Allerdings waren Testvorführungen miserabel ausgefallen und der Filmverleih ließ die Komödie zuerst überarbeiten, bevor sie dann Anfang 2006 in die Kinos kam.
Clive Owen hat einen Cameo-Auftritt im Film als Agent 006. Als er sich vorstellt, entgegnet Clouseau: „Sie haben die Superzahl knapp verpasst.“ Dies ist eine Anspielung darauf, dass Owen als einer der Nachfolger von Pierce Brosnan für die Rolle des James Bond in Casino Royale gehandelt wurde, bevor die Rolle an Daniel Craig ging. Owens Auftritt, bei dem er die gefürchtete „Gasmasken-Bande“ im Alleingang ausschaltet, ist eine James-Bond-Parodie.

## Kritiken
Nicole Kühn schrieb auf Filmstarts, dass im Mittelpunkt „eindeutig der Lacher um jeden Preis“ stehe, was „an manchen Stellen“ funktioniere, an anderen wiederum „zu bemüht“ wirke. Kevin Kline und vor allem Steve Martin seien „abonniert auf den Schenkelklopferhumor“, jedoch wirke Jean Reno „weitaus amüsanter“. Dessen Komik resultiere daraus, dass er „in keiner Weise“ vorgebe, „komisch zu sein“. Als „Lichtblick“ unter den Darstellern wurde Emily Mortimer bezeichnet, die ihre „komödiantische Seite“ zeige. Der Film sei unterm Strich „hauptsächlich Klamauk, bei dem man sich je nach Geschmack und Art des eigenen Humors gut unterhalten“ könne.
OutNow.CH befand, der Film sei nicht geeignet „für Liebhaber des subtilen und leisen Humors“, schaffe es aber „erstaunlich leicht, einen Kinosaal zum lachen zu bringen“, wenngleich ihm „der Charme und die Klasse der originalen Filme“ fehle.
Cinema meinte, dass auch Steve Martin „nur eine fade Sketch-Revue“ gelinge, die zudem „bemerkenswert uninspiriert inszeniert wurde“. Zwar seien einige Slapstick-Szenen „durchaus gelungen“ und Jean Reno bringe „als Ersatz für Clouseaus Diener Kato wenigstens etwas Farbe ins trübe Treiben“, doch sämtliche Gags sehe man „meilenweit kommen“. Der Film sei somit eine zwar „gut besetzte, aber erbärmlich fantasielose Slapstick-Klamotte, deren Gags nicht zünden und die Ur-„Panther“ Sellers als Zumutung empfinden müsste“.
Das Lexikon des internationalen Films beschrieb den Film als „dramaturgisch schlichtes Remake von Blake Edwards’ gleichnamiger Slapstick-Komödie aus dem Jahr 1963, amüsant vor allem durch den lustvoll aufspielenden Hauptdarsteller. Auch wenn nicht alle Gags zünden, bietet der Film eine kurzweilige Nummernrevue.“

## Nominierungen und Auszeichnungen
Der Film wurde in der Kategorie Billigster Abklatsch für den Negativpreis Goldene Himbeere nominiert.

## Fortsetzung
Am 12. März 2009 startete Der rosarote Panther 2 die Fortsetzung in den Kinos, in der Steve Martin wieder Inspektor Clouseau spielt.